# Всецариця
Ікона «Всецари́ця» (грец. Παναγία Παντάνασσα, Панта́наса) — одна з найзнаменитіших у світі чудотворних ікон. Оригінал ікони зберігається в монастирі Ватопед, на горі Афон у Греції. Грецькі ченці подарували копію ікони Харкову, що перебуває у Покровському монастирі.
В Греції, в святій Ватопедській обителі (біля східної колони собору) на горі Афон, знаходиться чудотворна ікона Божої Матері, що називається «Всецариця» («Панахранта»). Ця невелика ікона XVII століття з давніх часів приваблювала в монастир чималу кількість паломників, що шукали заступництва і втіхи у Пречистої Діви.

## Іконографія
Іконографічний тип і назва набагато старіші XVII століття. Так, в афонський монастир Григорія така ікона була пожертвувана в 1500 році. Монастир Пантанаса в Містрі оснований в 1428 році. І нарешті, в Константинополі церква з такою назвою була побудована ще імператором Ісааком Ангелом (кінець XII — початок XIII століття).
Іконографія «Всецариці» належить до типу «Панахранта» («Всемилостива»). Богородиця возсідає на троні з Дитятком на лівій руці в оточенні ангелів. З західних країн на цей сюжет найбільш відома «Матір Божа на троні в оточенні ангелів» Чімабуе.

## Чудеса
Відомі численні випадки зцілень від раку, що стались після молитви перед «Всецарицею».
Згідно з розповідями старців, першим доказом того, що ця ікона має особливе дарування, є наступна подія. Одного разу молодий чоловік увійшов до собору і направився в сторону ікони. Та ось лице Богородиці виблиснуло, і невидима сила кинула його на землю. Як тільки до нього повернулась свідомість, то юнак відразу пішов зі сльозами на очах до священника, посповідався, і розповів, що займався магією. Чудотворна дія Пресвятої Богородиці заставила юнака змінити своє життя і стати благочестивим.
Навіть у самій назві цієї ікони проявляється всеохопна її сила.
Чудесна допомога Пресвятої Богородиці проявляється, в тому числі, і в допомозі батькам, що моляться за своїх дітей, котрі піддались полону наркоманії.
Чудотворний образ Богоматері «Панахранта»  («Пренепорочна», «Всемилостива») шанується як на Афоні, так і за межами. Списки цієї ікони розсилались по різних країнах, де також від них проявлялись чудесні зцілення та навернення до віри.

## Святкування
Свято в честь ікони Божої Матері «Всецариця» здійсюється щорічно 31 серпня (18 серпня за ст.ст.)

## Храми та монастирі
- Україна, м. Луцьк, вул. Тимірязєва, 1. Храм ікони Божої Матері «Всецариця», (на території Волинського обласного медичного центру онкології, м. Луцьк).
- Україна, м. Київ, вул. Ризька 1. Храм ікони Божої Матері «Пантанасса» (у 9-й лікарні).
- Україна, м. Київ, вул. Трьохсвятительська, 8. Михайлівський Золотоверхий собор Михайлівського Золотоверхого монастиря.
- Україна, Київська область, с. Осикове. Парафія на честь ікони Божої Матері «Всецариця».
- Україна, м. Одеса, вул. Василя Стуса, 2б. Церква в честь ікони Божої Матері «Всецариця».
- Україна, смт. Печеніги Харківська область. Зводиться храм Ікони Божої Матері «Всецариця».
- Україна, Харківська область, м. Первомайске. Церква ікони Божої Матері «Всецариця».
- Україна, Донецька область, м. Красний Лиман. Церква ікони Божої Матері «Всецариця».
- Білорусь, м. Мінськ, вул. Грушевска 50. Парафія храму ікони Божої Матері «Всецариця».
- Білорусь, м. Брест, парафія ікони Божої Матері "Всецариця".
- Росія, м. Краснодар. Жіночий монастир ікони Божої Матері «Всецариця».
- Росія, Свердловська область. с. Тарасково. Троїцький чоловічий монастир. Церква ікони Божої Матері «Всецариця».
- Росія, м. Санкт-Петербург. Церква ікони Божої Матері «Всецариця».
- Росія, Амурська область м. Білогорськ. Церква ікони Божої Матері «Всецариця».
- Греція, м. Афіни. Церква ікони Божої Матері «Всецариця».

## Уривок з акафіста
- Пресвята Богородице, спаси нас.

Короткий уривок з акафіста до Пресвятої Богородиці ради чудотворної ікони Її «Всецариця»
Кондак 1
Перед новоявленою Твоєю іконою стоячи, з умилінням співаємо Тобі, Всецарице, ми, раби Твої; пошли зцілення всім, хто до Тебе нині прибігає, щоби з радістю взивати до Тебе: Радуйся, Всецарице, що недуги наші благодаттю зціляєш.
Ікос 1
Ангел предстатель з небес зійшовши, викликнув Всецариці: Радуйся! І величним голосом, Тебе, що втілюєшся, бачачи, Господи, взивав до неї так:
- Радуйся, Главизно нашого спасіння;
- Радуйся, сповнення Творцевого передбачення.
- Радуйся, бо через Тебе Бог втілився;
- Радуйся, бо Невидимий в Тобі відобразився.
- Радуйся, бо Милість миру Ти в Себе прийняла;
- Радуйся, бо одіяння плоті Слову Ти зіткала.
- Радуйся, розумом незбагненна Вишня Славо;
- Радуйся, Небесна манно, що серця оживляєш.
- Радуйся, Зірко, що благодаттю сяєш;
- Радуйся, Джерело води живої.
- Радуйся, Богородице, в жонах благословенна;
- Радуйся, Діво нетлінна, що Спаса породила.
- Радуйся, Всецарице, що недуги наші благодаттю зціляєш[3].

## Галерея

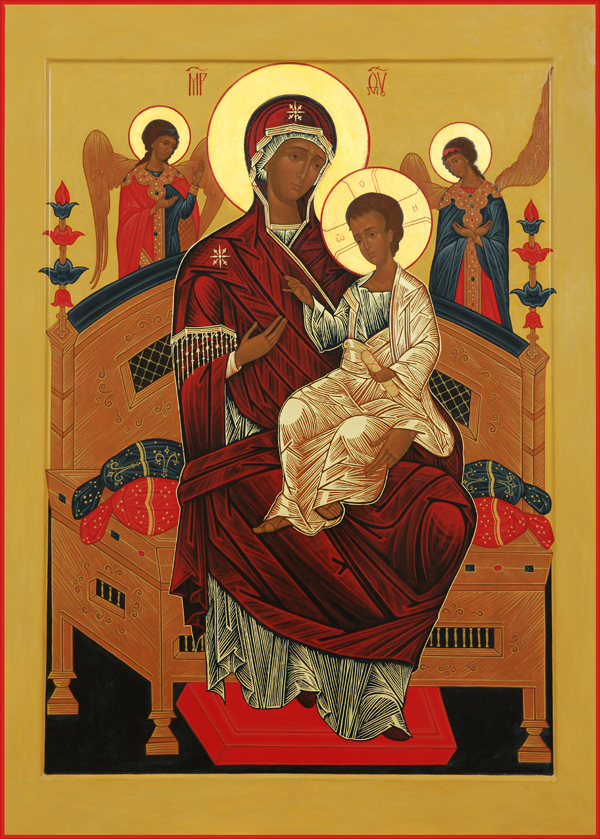
Чудотворна ікона Богородиці «Всецариця»
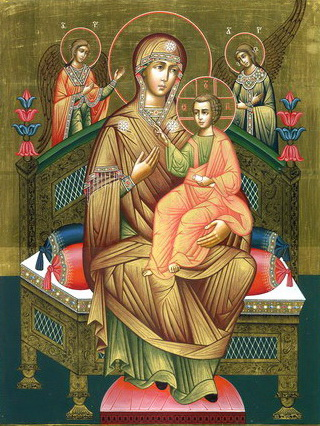
Чудотворна ікона Богородиці «Всецариця»
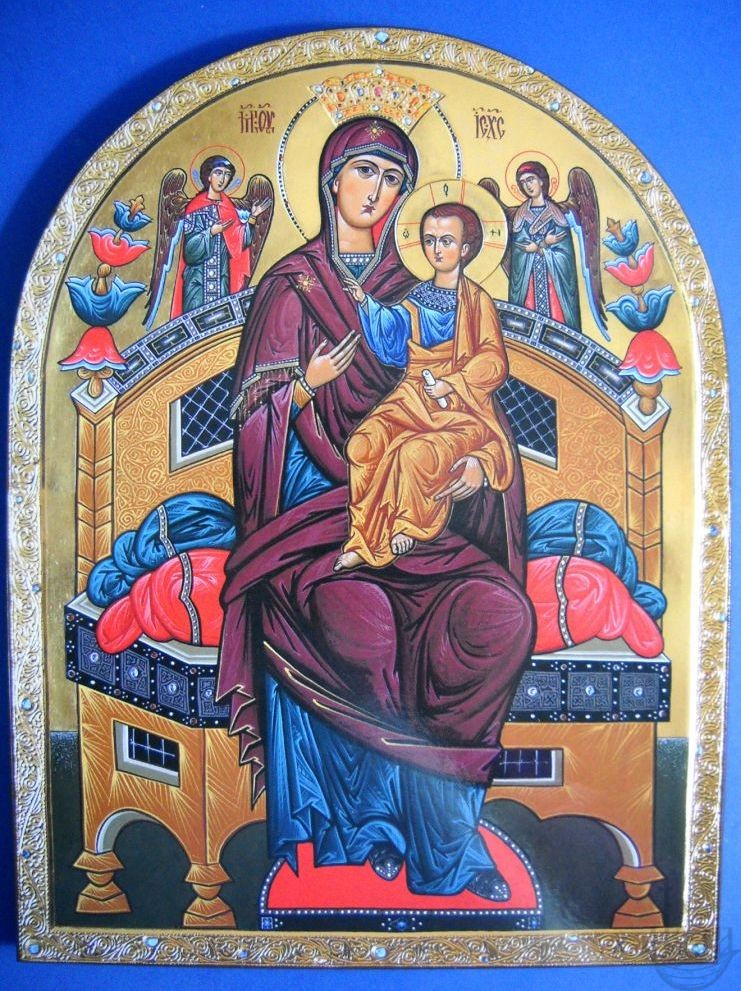
Чудотворна ікона Богородиці «Всецариця»
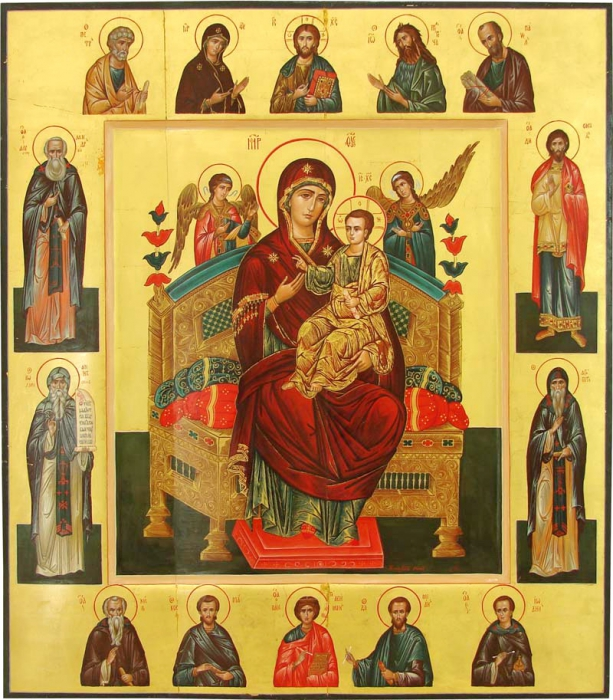
Чудотворна ікона Богородиці «Всецариця»
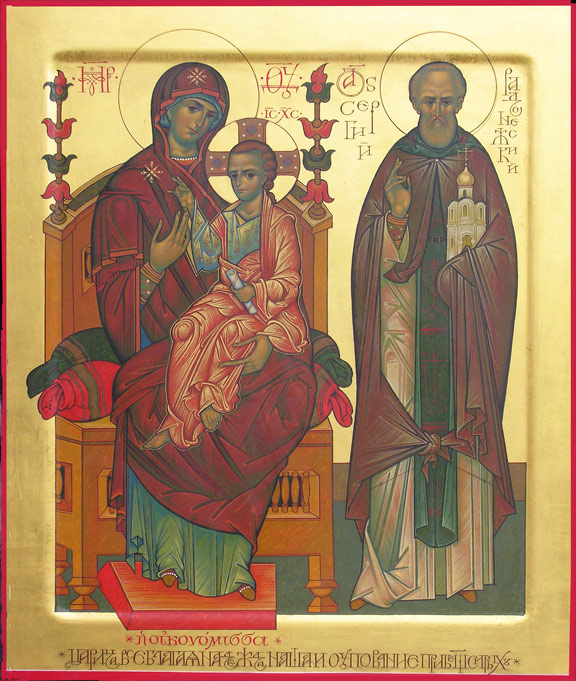
Чудотворна ікона Божої Матері «Всецариця» і преп.Сергій
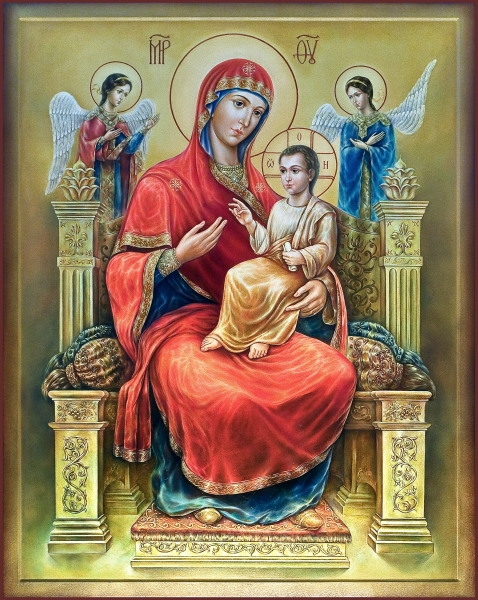
Чудотворна ікона Богородиці «Всецариця»
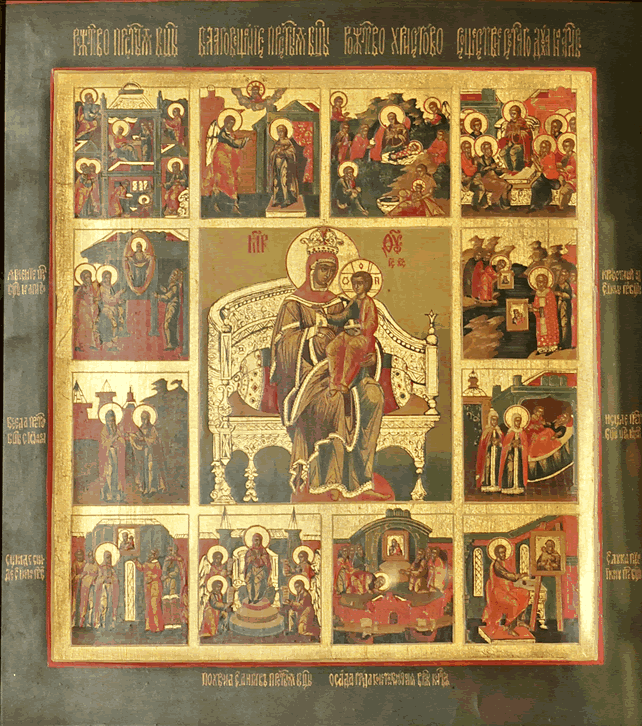
Чудотворна ікона Богородиці «Всецариця»
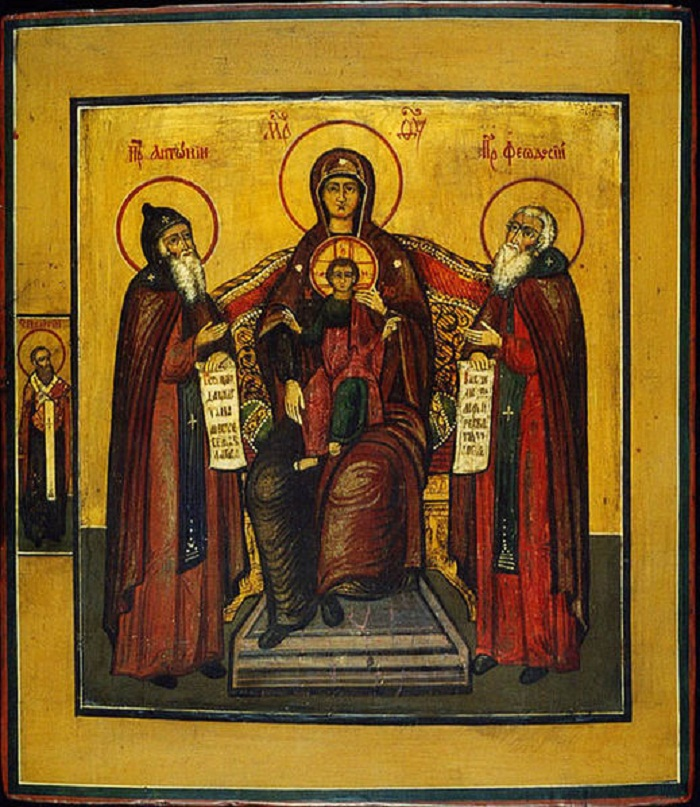
Чудотворна ікона Божої Матері «Всецариця» і прп.Антоній та прп.Феодосій
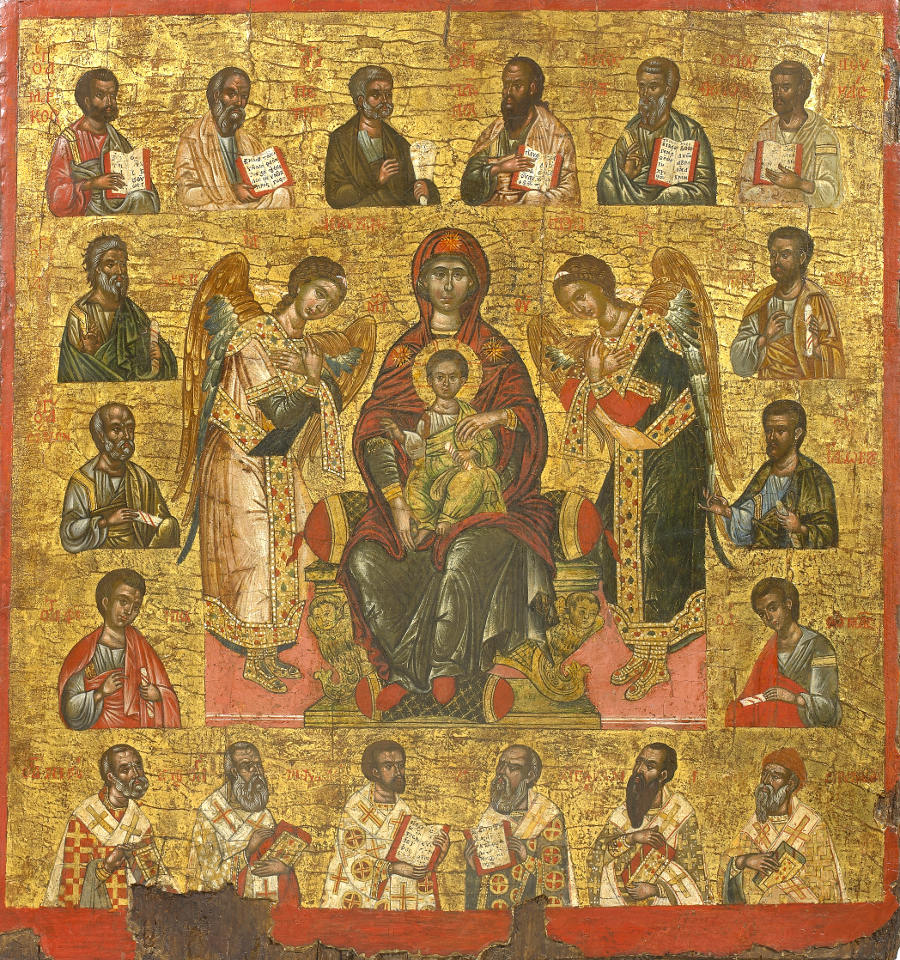
Чудотворна ікона Богородиці «Пантанасса» (Всецариця) з архангелами Михаїлом та Гавриїлом, 12 апостолами та вибраними святими (1600, Північна Греція)
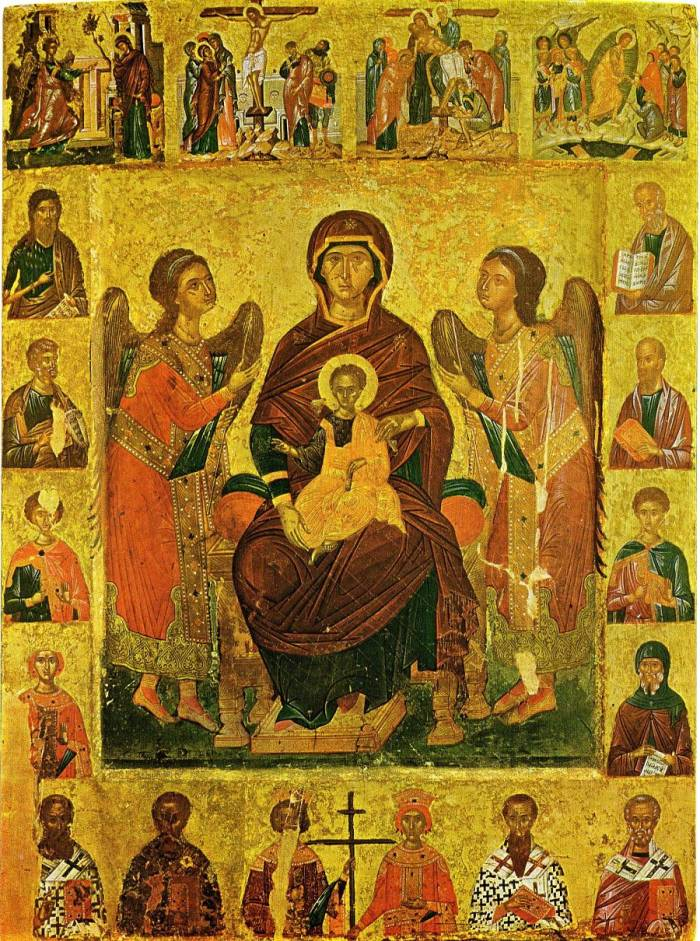
Чудотворна ікона Богородиці «Пантанасса» (Всецариця) з архангелами Михаїлом та Гавриїлом, празниками та вибраними святими
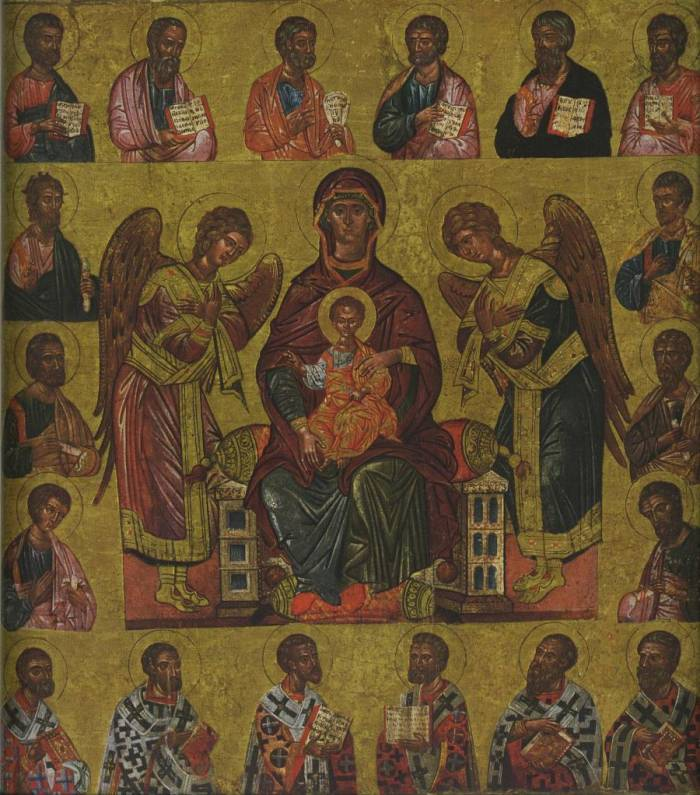
Чудотворна ікона Богородиці «Пантанасса» (Всецариця) з архангелами Михаїлом та Гавриїлом, 12 апостолами та вибраними святими (1500, Музей ікон, Німеччина)